# Rhynchospora sartoriana
Rhynchospora sartoriana là loài thực vật có hoa trong họ Cói. Loài này được Boeckeler miêu tả khoa học đầu tiên năm 1857.